# Georg Ammon (Pädagoge)
Georg Ammon (geboren am 1. Februar 1861 in Kleinziegenfeld; gestorben am 13. September 1929 in Regensburg) war ein deutscher Gymnasiallehrer und Klassischer Philologe.

## Werdegang
Georg Ammon besuchte die Studienanstalt in Bamberg, aus der das heutige Kaiser-Heinrich-Gymnasium Bamberg hervorgegangen ist. Dort wurde er einige Jahre von Nikolaus Wecklein unterrichtet, der von 1873 bis 1881 als Lehrer in Bamberg wirkte. Im Jahr 1881 legte Ammon dort seine Reifeprüfung ab.
Zum Wintersemester 1881/1882 immatrikulierte sich Ammon an der Universität München und studierte Klassische Philologie bei Conrad Bursian sowie vor allem bei Wilhelm von Christ. Zudem hörte er Geschichte bei Wilhelm von Giesebrecht und Klassische Archäologie bei Heinrich Brunn. Im Jahr 1884 legte er seine Lehramtsprüfung ab und begann zunächst als geprüfter Lehramtskandidat, dann als Lehrer seine Tätigkeit am Wilhelmsgymnasium in München.
Während dieser Zeit wurde er 1889 mit einer Arbeit über Dionysios von Halikarnassos bei Wilhelm von Christ promoviert. Im Anschluss wurde er am 30. September 1890 zum Studienlehrer der Studienanstalt in Speyer ernannt. Die Einrichtung stand damals unter der Direktion des Historikers und Archäologen Friedrich Ohlenschlager (1840–1916), der Ammon wichtige Impulse insbesondere zur Archäologie der römischen Provinzen in Deutschland und zu den römischen Altertümern im Allgemeinen gab. Dennoch zog es ihn zurück nach München und auf eigenes Gesuchen wurde er zum 1. Juli 1892 wieder Lehrer am Wilhelmsgymnasium. Dort wirkte er bis 1899, als er zum Gymnasialprofessor am Alten Gymnasium in Regensburg ernannt wurde.
Drei Jahre später wurde er 1902 an das Maximiliansgymnasium in München versetzt, wo er auch die Leitung des pädagogischen Seminars übernahm. Das Maximiliansgymnasium stand seit 1887 unter der Direktion seines ehemaligen Lehrers Wecklein. Wecklein hatte dem Maximilianeum den Ruf einer Ausbildungsstätte von Gymnasialrektoren und hohen Beamten in Bayern verschafft und auch Georg Ammon wurde – nachdem er im März und April 1907 zu einer Studienreise nach Griechenland beurlaubt worden war – zum 1. Januar 1909 zunächst zum Konrektor am humanistischen Gymnasium in Neuburg an der Donau, zum 1. September 1911 zum Rektor des Gymnasiums in Ludwigshafen befördert. Im Rang eines Geheimen Studienrats und Oberstudiendirektors leitete er die Schule bis zu seiner 1920 erfolgten Versetzung in den Ruhestand.

## Wissenschaftler und Autor
Georg Ammon war neben seiner Tätigkeit als Lehrer nach der erfolgten Promotion immer auch wissenschaftlich aktiv und publizierte zu philologischen und pädagogischen Themen. In philologischer Hinsicht beschäftigte Ammon sich zunächst mit Themen aus dem Umfeld seiner Dissertation, etwa in seiner Arbeit Der Philosoph Demokrit als Stilist, hauptsächlich jedoch mit den Werken Ciceros und des Tacitus. Neben Schulausgaben zu den Tusculanae disputationes Ciceros und der Germania des Tacitus besorgte er die Überarbeitung zur vierten Auflage von Friedrich Richters Ciceros Rede für Sex. Roscius aus dem Jahr 1864. Noch heute zitiert und berücksichtigt werden seine kritisch kommentierten Forschungsüberblicke zu Cicero und Quintilian. Überhaupt trat er als Rezensent hervor.
Forschungsüberblicke lieferte er auch für den Bereich der Pädagogik, und aufgrund seines Renommees in pädagogischen Fragen wurde er fünfmal als Mitglied der Prüfungskommission für Pädagogik berufen. Zusammen mit Nikolaus Wecklein gab er 1903 das Wörterverzeichnis der deutschen Rechtschreibung mit Beigabe des amtlichen Regelbuchs heraus, eines jener Wörterbücher, die damals in Konkurrenz zum noch nicht etablierten Duden publiziert wurden. Eine Reihe im Regensburger Anzeiger veröffentlichter Beiträge fasste er 1926 in dem Büchlein Latein für Erwachsene: auch ein Blick in die deutsche und Weltkultur zusammen. Im Jahr 1921 publizierte er unter dem Titel Das Paradies auf Erden oder Das Leben ohne Geld eine Broschüre, in der er die Utopie einer Weltgemeinschaft ohne Geld, ohne Landesgrenzen und Nationen entwickelt, in der jeder, einschließlich der Frauen, nach Fähigkeit und Neigung einem Beruf nachginge.

## Veröffentlichungen (Auswahl)
- De Dionysii Halicarnassensis librorum rhetoricorum fontibus. Kutzner, München 1889 (Digitalisat).
- Roms höheres Schulwesen gegen Ende der Republik. Vortrag gehalten auf der XVII. General-Versammlung des bayerischen Gymnasiallehrervereines zu Augsburg. J. Lindauer, München 1892.
- Wörterverzeichnis der deutschen Rechtschreibung mit Beigabe des amtlichen Regelbuchs. Nach den amtlich festgestellten Grundsätzen verfaßt von Dr. G. Ammon, Kgl. Gymnasialprofessor, unter Mitwirkung von Oberstudienrat Dr. N. Wecklein, Kgl. Gymnasialrektor. R. Oldenbourg, München 1903.
- M. Tullii Ciceronis Tusculanarum disputationum libri quinque. Nach Text und Kommentar getrennte Ausgabe für den Schulgebrauch von Georg Ammon. Friedrich Andreas Perthes, Gotha 1912.
- Das Paradies auf Erden oder Das Leben ohne Geld: Geschrieben zu München. Dieling, München 1921.
- Germania. Übersetzung mit Einleitung und Erläuterungen von G. Ammon. Mit 73 Bildern und 6 Karten (= Meisterwerke der Weltliteratur in deutscher Sprache für Schule und Haus. Band 7). Buchner, Bamberg 1913; zweite Auflage 1927.
- Latein für Erwachsene: auch ein Blick in die deutsche und Weltkultur. Habbel, Regensburg 1926.